# Jorwert
Jorwert (en néerlandais : Jorwerd) est un village de la commune néerlandaise de Leeuwarden, dans la province de Frise.

## Géographie
Le village est situé à 7 km au sud-ouest de Leeuwarden.

## Histoire
Jorwert fait partie de la commune de Baarderadeel avant 1984, puis de Littenseradiel avant le 1er janvier 2018, où celle-ci est supprimée. Depuis cette date, Jorwert appartient à Leeuwarden.

## Démographie
Le 1er janvier 2018, le village comptait 335 habitants.